# Another Language
Pour plus de détails, voir Fiche technique et Distribution.
Another Language est un film américain réalisé par Edward H. Griffith, sorti en 1933.
Le film suit une jeune mariée qui découvre qu'elle et sa belle famille parlent des langues différentes.

## Synopsis
Stella et Victor se rencontrent en Europe, tombent profondément amoureux et se marient peu après. Ils rentrent ensuite aux États-Unis pour rencontrer la famille de Victor et passer leur lune de miel. Stella est libre d'esprit alors que Victor est de nature traditionnelle. Il n'interfère pas dans les activités de sa femme en dehors du foyer. Cependnant La famille de Victor, dominée par sa mère manipulatrice, trouve Stella, prétentieuse et distante. Leur mariage commence à s'effondrer lorsque Victor prend le parti de sa famille plutôt que celui de sa femme. Stella, frustrée, trouve une oreille attentive auprès du neveu de Victor, Jerry.

## Fiche technique
- Titre : Another Language
- Réalisation : Edward H. Griffith
- Scénario : Herman J. Mankiewicz et Donald Ogden Stewart d'après la pièce de Rose Franken
- Direction artistique : Frederic Hope
- Costumes : Adrian
- Photographie : Ray June
- Montage : Hugh Wynn
- Société de production : Metro-Goldwyn-Mayer
- Pays de production : États-Unis
- Format : Noir et blanc - 1,37:1 - Mono
- Genre : drame
- Date de sortie : 1933

## Distribution
- Helen Hayes : Stella « Stell » Hallam
- Robert Montgomery : Victor Hallam
- Louise Closser Hale : Mère Hallam
- John Beal : Jerry Hallam
- Henry Travers : Pop Hallam
- Margaret Hamilton : Helen Hallam
- Willard Robertson : Harry Hallam
- Minor Watson : Paul Hallam
- William Farnum : C. Forrester (non crédité)